# Mucuna championii
Mucuna championii är en ärtväxtart som beskrevs av George Bentham. Mucuna championii ingår i släktet Mucuna och familjen ärtväxter. Inga underarter finns listade i Catalogue of Life.